# Campionati africani di atletica leggera 2016 - Staffetta 4×100 metri maschile
La staffetta 4×100 metri maschile ai Campionati africani di atletica leggera di Durban 2016 si è svolta il 24 giugno 2016 al Kings Park Stadium.

## Podio
| Oro     | Sudafrica Emile Erasmus Wayde van Niekerk Tlotliso Leotlela Akani Simbine Antonio Alkana Clarence Munyai Gift Leotlela |
| Argento | Costa d'Avorio Arthur Cissé Hua Wilfried Koffi Émilien Tchan Bi Chan Ben Youssef Meïté Christopher Naliali             |
| Bronzo  | Zambia Chidamba Hazemba Brian Kasinda Titus Kafunda Mukhala Sydney Siame                                               |

## Programma
| Data           | Ora | Turno    |
| -------------- | --- | -------- |
| 24 giugno 2016 |     | Batterie |
| 24 giugno 2016 |     | Finale   |

## Risultati

### Batterie
Qualificazione: le prime 3 squadre nazionali di ogni batteria (Q) e le sei più veloci (q) si qualificano in finale.
| Class | Gruppo | Nazione        | Atleti                                                                            | Tempo | Note |
| ----- | ------ | -------------- | --------------------------------------------------------------------------------- | ----- | ---- |
| 1     | 2      | Costa d'Avorio | Christopher Naliali, Hua Wilfried Koffi, Émilien Tchan Bi Chan, Ben Youssef Meïté | 39.70 | Q    |
| 2     | 1      | Zambia         | Chidamba Hazemba, Brian Kasinda, Titus Kafunda Mukhala, Sydney Siame              | 39.86 | Q    |
| 3     | 2      | Sudafrica      | Antonio Alkana, Clarence Munyai, Gift Leotlela, Emile Erasmus                     | 40.04 | Q    |
| 4     | 2      | Senegal        | Boubacar Sakho, Ismaila Diop, Moulaye Sonko, Johs Swaray                          | 40.40 | Q    |
| 5     | 1      | Botswana       | Thabo Motsokona, Karabo Mothibi, Keene Motuktsi, Leaname Maotoanong               | 40.50 | Q    |
| 6     | 2      | Ghana          | Stephen Opoku, Desmond Aryee, Martin Owusu-Antwi, Shadrack Opoku-Agyeman          | 40.73 | q    |
| 7     | 2      | Kenya          | Mark Otieno, Gilbert Otieno, Peter Mwai, Alphas Kishoyian                         | 41.15 | q    |
| 8     | 1      | Zimbabwe       | Francis Zimwara, Connias Mudzingwa, Ngoni Makusha, Gabriel Mvumvure               | 41.34 | Q    |
| 9     | 1      | eSwatini       | Sebenele Dlamini, Mcebo Dludlu, Mzambo Mngometulu, Mlandvo Shongwe                | 41.79 |      |
| N.D.  | 1      | Rep. del Congo |                                                                                   | dns   |      |
| N.D.  | 1      | Namibia        |                                                                                   | dns   |      |
| N.D.  | 1      | Gambia         |                                                                                   | dns   |      |
| N.D.  | 1      | Burkina Faso   |                                                                                   | dns   |      |

## Finale

### Finale
| Class   | Corsia | Nazione        | Atleti                                                                     | Tempo | Note |
| ------- | ------ | -------------- | -------------------------------------------------------------------------- | ----- | ---- |
| Oro     | 6      | Sudafrica      | Emile Erasmus, Wayde van Niekerk, Tlotliso Leotlela, Akani Simbine         | 38.84 |      |
| Argento | 3      | Costa d'Avorio | Arthur Cissé, Hua Wilfried Koffi, Émilien Tchan Bi Chan, Ben Youssef Meïté | 38.98 |      |
| Bronzo  | 5      | Zambia         | Chidamba Hazemba, Brian Kasinda, Titus Kafunda Mukhala, Sydney Siame       | 39.77 |      |
| 4       | 8      | Senegal        | Ismaila Diop, Boubacar Sakho, Moulaye Sonko, Johs Swaray                   | 39.86 |      |
| 5       | 1      | Kenya          | Mark Otieno, Gilbert Otieno, Peter Mwai, Alphas Kishoyian                  | 39.97 |      |
| 6       | 2      | Ghana          | Stephen Opoku, Desmond Aryee, Martin Owusu-Antwi, Shadrack Opoku-Agyeman   | 40.21 |      |
| 7       | 4      | Botswana       | Thabo Motsokona, Karabo Mothibi, Keene Motuktsi, Baboloki Thebe            | 40.40 |      |
| 8       | 7      | Zimbabwe       | Francis Zimwara, Connias Mudzingwa, Ngoni Makusha, Gabriel Mvumvure        | 41.02 |      |